# Carlstadt
Carlstadt é um distrito localizado no estado americano de Nova Jérsei, no Condado de Bergen.

## Demografia
Segundo o censo americano de 2000, a sua população era de 5917 habitantes.
Em 2006, foi estimada uma população de 6037, um aumento de 120 (2.0%).

## Geografia
De acordo com o United States Census Bureau tem uma área de
10,9 km², dos quais 10,2 km² cobertos por terra e 0,7 km² cobertos por água.

## Localidades na vizinhança
O diagrama seguinte representa as localidades num raio de 4 km ao redor de Carlstadt.